# Olympisches Fußballturnier 1980/Gruppe D
| Pl. | Land        | Sp. | S | U | N | Tore    | Diff. | Punkte |
| --- | ----------- | --- | - | - | - | ------- | ----- | ------ |
| 1.  | Jugoslawien | 3   | 2 | 1 | 0 | 006:300 | +3    | 05:10  |
| 2.  | Irak        | 3   | 1 | 2 | 0 | 004:100 | +3    | 04:20  |
| 3.  | Finnland    | 3   | 1 | 1 | 1 | 003:200 | +1    | 03:30  |
| 4.  | Costa Rica  | 3   | 0 | 0 | 3 | 002:900 | −7    | 0:60   |

Gruppe D im olympischen Fußballturnier 1980:

## Jugoslawien – Finnland 2:0 (0:0)
| Jugoslawien                                                        | Jugoslawien | Finnland | Finnland |
| ------------------------------------------------------------------ | --- | --- | -------- |
| Jugoslawien                                                        | \| 1. Gruppenspieltag \| \| Montag, 21. Juli 1980 um 18:00 Uhr (MEZ) in Minsk (Dinamo-Stadion) \| \| Zuschauer: 50.000 \| \| Schiedsrichter: Mario Rubio Vázquez ( Mexiko) \| \| Spielbericht \|                                                          | \| 1. Gruppenspieltag \| \| Montag, 21. Juli 1980 um 18:00 Uhr (MEZ) in Minsk (Dinamo-Stadion) \| \| Zuschauer: 50.000 \| \| Schiedsrichter: Mario Rubio Vázquez ( Mexiko) \| \| Spielbericht \|                                      | Finnland |
| Jugoslawien                                                        | Dragan Pantelić – Vladimir Matijević – Zoran Vujović, Boro Primorac, Milan Jovin – Ante Miročević (68. Nikica Cukrov), Nikica Klinčarski, Miloš Šestić, Dušan Pešić (46. Dževad Šećerbegović) – Zlatko Vujović, Srebrenko Repčić Cheftrainer: Ivan Toplak | Olli Isoaho – Ari Heikkinen (63. Teuvo Vilen) – Aki Lahtinen, Juha Helin, Kari Virtanen – Hannu Turunen, Juha Dahllund (63. Raimo Kuuluvainen), Vesa Pulliainen – Juhani Himanka, Ari Tissari, Jouko Alila Cheftrainer: Jukka Vakkila | Finnland |
| Jugoslawien                                                        | 1:0 Šećerbegović (56.) 2:0 Šestić (58.) | | Finnland |
| 1. Gruppenspieltag                                                 | | |          |
| Montag, 21. Juli 1980 um 18:00 Uhr (MEZ) in Minsk (Dinamo-Stadion) | | |          |
| Zuschauer: 50.000                                                  | | |          |
| Schiedsrichter: Mario Rubio Vázquez ( Mexiko)                      | | |          |
| Spielbericht                                                       | | |          |

## Costa Rica – Irak 0:3 (0:1)
| Costa Rica                                                              | Costa Rica | Irak | Irak |
| ----------------------------------------------------------------------- | --- | --- | ---- |
| Costa Rica                                                              | \| 1. Gruppenspieltag \| \| Montag, 21. Juli 1980 um 18:00 Uhr (MEZ) in Kiew (Stadion der Republik) \| \| Schiedsrichter: Kabalamula Chayu ( Sambia) \| \| Spielbericht \|                                                                                         | \| 1. Gruppenspieltag \| \| Montag, 21. Juli 1980 um 18:00 Uhr (MEZ) in Kiew (Stadion der Republik) \| \| Schiedsrichter: Kabalamula Chayu ( Sambia) \| \| Spielbericht \| | Irak |
| Costa Rica                                                              | Julio Morales – Javier Masís, Ricardo García, Carlos Toppings, Tomás Velásquez – Francisco Hernández , Róger Alvarez (54. Herberth Quesada), Marvin Obando – Jorge White, Omar Arroyo, Luis Fernández (59. Dennis Marshall) Cheftrainer: Antonio Moyano ( Spanien) | Abdul-Fatah Nasif Jassim – Jamal Ali Hamza – Adnan Dirjal Mutar, Hassan Faran Hassoun , Ibrahim Ali Kadhum – Alaa Ahmed Khdayir, Adil Khadhayr Hafidh, Nazar Asmraf Salman (46. Ali Kadhim Nassir) – Hadi Ahmad Basheer (83. Saad Jassim Mohamed), Falah Hassan, Hussein Saeed Mohammed Cheftrainer: Anwar Jassam Houbi | Irak |
| Costa Rica                                                              | 0:1 Basheer (45.) 0:2 Saeed Mohammed (49.) 0:3 Hassan Jassim (75.) | | Irak |
| Costa Rica                                                              | Saeed Mohammed (68.) | | Irak |
| 1. Gruppenspieltag                                                      | | |      |
| Montag, 21. Juli 1980 um 18:00 Uhr (MEZ) in Kiew (Stadion der Republik) | | |      |
| Schiedsrichter: Kabalamula Chayu ( Sambia)                              | | |      |
| Spielbericht                                                            | | |      |

## Jugoslawien – Costa Rica 3:2 (2:1)
| Jugoslawien                                                          | Jugoslawien | Costa Rica | Costa Rica |
| -------------------------------------------------------------------- | --- | --- | ---------- |
| Jugoslawien                                                          | \| 2. Gruppenspieltag \| \| Mittwoch, 23. Juli 1980 um 18:00 Uhr (MEZ) in Minsk (Dinamo-Stadion) \| \| Schiedsrichter: Bassey Eyo Honesty ( Nigeria) \| \| Spielbericht \|                                                                                    | \| 2. Gruppenspieltag \| \| Mittwoch, 23. Juli 1980 um 18:00 Uhr (MEZ) in Minsk (Dinamo-Stadion) \| \| Schiedsrichter: Bassey Eyo Honesty ( Nigeria) \| \| Spielbericht \|                                                                                    | Costa Rica |
| Jugoslawien                                                          | Tomislav Ivković – Vladimir Matijević – Nikica Cukrov, Boro Primorac, Miloš Hrstić – Mišo Krstičević, Ante Miročević (46. Miloš Šestić), Nikica Klinčarski, Dževad Šećerbegović – Zlatko Vujović, Dušan Pešić (46. Srebrenko Repčić) Cheftrainer: Ivan Toplak | Julio Morales – Javier Masís, Ricardo García, Carlos Toppings, Carlos Jiménez (14. Minor Alpízar) – Francisco Hernández , Róger Alvarez (60. William Avila), Tomás Velásquez – Jorge White, Omar Arroyo, Marvin Obando Cheftrainer: Antonio Moyano ( Spanien) | Costa Rica |
| Jugoslawien                                                          | 1:0 Zlatko Vujović (6.) 2:0 Primorac (24.) 3:1 Zlatko Vujović (54.) | 2:1 White (35.) 3:2 Arroyo (90.) | Costa Rica |
| 2. Gruppenspieltag                                                   | | |            |
| Mittwoch, 23. Juli 1980 um 18:00 Uhr (MEZ) in Minsk (Dinamo-Stadion) | | |            |
| Schiedsrichter: Bassey Eyo Honesty ( Nigeria)                        | | |            |
| Spielbericht                                                         | | |            |

## Finnland – Irak 0:0
| Finnland                                                                  | Finnland | Irak | Irak |
| ------------------------------------------------------------------------- | --- | --- | ---- |
| Finnland                                                                  | \| 2. Gruppenspieltag \| \| Mittwoch, 23. Juli 1980 um 18:00 Uhr (MEZ) in Kiew (Stadion der Republik) \| \| Zuschauer: 40.000 \| \| Schiedsrichter: Ramón Calderón Castro ( Kuba) \| \| Spielbericht \|                     | \| 2. Gruppenspieltag \| \| Mittwoch, 23. Juli 1980 um 18:00 Uhr (MEZ) in Kiew (Stadion der Republik) \| \| Zuschauer: 40.000 \| \| Schiedsrichter: Ramón Calderón Castro ( Kuba) \| \| Spielbericht \|                                                                                       | Irak |
| Finnland                                                                  | Olli Isoaho – Teuvo Vilen – Aki Lahtinen, Juha Helin, Kari Virtanen – Hannu Turunen, Juha Dahllund, Vesa Pulliainen – Juhani Himanka, Ari Tissari (24. Jouko Soini), Jouko Alila (74. Tomi Jalo) Cheftrainer: Jukka Vakkila | Abdul-Fatah Nasif Jassim – Jamal Ali Hamza – Adnan Dirjal Mutar, Hassan Faran Hassoun , Ibrahim Ali Kadhum – Alaa Ahmed Khdayir, Adil Khadhayr Hafidh, Nazar Asmraf Salman (62. Ali Kadhim Nassir) – Hadi Ahmad Basheer, Falah Hassan, Hussein Saeed Mohammed Cheftrainer: Anwar Jassam Houbi | Irak |
| Finnland                                                                  | Hassoun (42.), Khdayir (59.), Saeed Mohammed (90.) | | Irak |
| 2. Gruppenspieltag                                                        | | |      |
| Mittwoch, 23. Juli 1980 um 18:00 Uhr (MEZ) in Kiew (Stadion der Republik) | | |      |
| Zuschauer: 40.000                                                         | | |      |
| Schiedsrichter: Ramón Calderón Castro ( Kuba)                             | | |      |
| Spielbericht                                                              | | |      |

## Jugoslawien – Irak 1:1 (0:0)
| Jugoslawien                                                         | Jugoslawien | Irak | Irak |
| ------------------------------------------------------------------- | --- | --- | ---- |
| Jugoslawien                                                         | \| 3. Gruppenspieltag \| \| Freitag, 25. Juli 1980 um 18:00 Uhr (MEZ) in Minsk (Dinamo-Stadion) \| \| Schiedsrichter: André Daina ( Schweiz) \| \| Spielbericht \|                                                                                          | \| 3. Gruppenspieltag \| \| Freitag, 25. Juli 1980 um 18:00 Uhr (MEZ) in Minsk (Dinamo-Stadion) \| \| Schiedsrichter: André Daina ( Schweiz) \| \| Spielbericht \| | Irak |
| Jugoslawien                                                         | Dragan Pantelić – Vladimir Matijević – Nikica Cukrov, Boro Primorac, Milan Jovin (75. Miloš Hrstić) – Ante Miročević , Nikica Klinčarski, Miloš Šestić, Dževad Šećerbegović – Zlatko Vujović (41. Zoran Vujović), Srebrenko Repčić Cheftrainer: Ivan Toplak | Abdul-Fatah Nasif Jassim – Jamal Ali Hamza (85. Watiq Aswad Muhyi) – Adnan Dirjal Mutar, Hassan Faran Hassoun , Ibrahim Ali Kadhum – Alaa Ahmed Khdayir, Adil Khadhayr Hafidh, Ali Kadhim Nassir – Hadi Ahmad Basheer, Falah Hassan, Thamir Assoufi Elias (62. Nazar Asmraf Salman) Cheftrainer: Anwar Jassam Houbi | Irak |
| Jugoslawien                                                         | 1:1 Zoran Vujović (63.) | 0:1 Hassan Jassim (61.) | Irak |
| Jugoslawien                                                         | Nassir (45.) | | Irak |
| 3. Gruppenspieltag                                                  | | |      |
| Freitag, 25. Juli 1980 um 18:00 Uhr (MEZ) in Minsk (Dinamo-Stadion) | | |      |
| Schiedsrichter: André Daina ( Schweiz)                              | | |      |
| Spielbericht                                                        | | |      |

## Finnland – Costa Rica 3:0 (2:0)
| Finnland                                                                 | Finnland | Costa Rica | Costa Rica |
| ------------------------------------------------------------------------ | --- | --- | ---------- |
| Finnland                                                                 | \| 3. Gruppenspieltag \| \| Freitag, 25. Juli 1980 um 18:00 Uhr (MEZ) in Kiew (Stadion der Republik) \| \| Zuschauer: 50.000 \| \| Schiedsrichter: Ali Al Bannai Abdulwahab ( Kuwait) \| \| Spielbericht \|                     | \| 3. Gruppenspieltag \| \| Freitag, 25. Juli 1980 um 18:00 Uhr (MEZ) in Kiew (Stadion der Republik) \| \| Zuschauer: 50.000 \| \| Schiedsrichter: Ali Al Bannai Abdulwahab ( Kuwait) \| \| Spielbericht \|                                                       | Costa Rica |
| Finnland                                                                 | Olli Isoaho – Teuvo Vilen – Aki Lahtinen, Juha Helin, Kari Virtanen – Hannu Turunen, Juha Dahllund, Vesa Pulliainen – Juhani Himanka (61. Jouko Soini), Ari Tissari (78. Juha Rissanen), Jouko Alila Cheftrainer: Jukka Vakkila | Julio Morales – Javier Masís (69. Dennis Marshall), Ricardo García, Carlos Toppings, Minor Alpízar – Francisco Hernández , Róger Alvarez (46. Herberth Quesada), Tomás Velásquez – Jorge White, Omar Arroyo, Marvin Obando Cheftrainer: Antonio Moyano ( Spanien) | Costa Rica |
| Finnland                                                                 | 1:0 Tissari (18.) 2:0 Alila (58.) 3:0 Soini (88.) | | Costa Rica |
| 3. Gruppenspieltag                                                       | | |            |
| Freitag, 25. Juli 1980 um 18:00 Uhr (MEZ) in Kiew (Stadion der Republik) | | |            |
| Zuschauer: 50.000                                                        | | |            |
| Schiedsrichter: Ali Al Bannai Abdulwahab ( Kuwait)                       | | |            |
| Spielbericht                                                             | | |            |